# Spitridat
Spitridat (grč. Σπιθριδάτης; Spitridates) je bio satrap Lidije i Jonije u vrijeme vladavine perzijskog velikog kralja Darija III. Kodomana, te jedan od perzijskih vojnih zapovjednika u bitci kod Granika u svibnju 334. pr. Kr. Spitridat je vodio odred strijelaca čiji su napadi nanijeli velike gubitke Makedoncima pri čemu je gotovo poginuo i sam Aleksandar Makedonski. Ipak, prilikom pripreme zadnjeg streljačkog udara jedan od Aleksandrovih generala uspio je spriječiti napad te je u njemu ubijen i sam Spitridat, dok se Aleksandar brzo oporavio.

## Ime i povijesni izvori
Diodor sa Sicilije naziva Spitridata „Spitrobat“, što je očito miješanje s Mitridatom, Darijevim zetom kojeg je osobno ubio Aleksandar. Povjesničar Arijan navodi kako je Spitridat brat satrapa Resaka.

## Poveznice
- Bitka kod Granika

| Prethodnik:                          | Satrap Lidije (350-ih - 334. pr. Kr.) | Nasljednik: |
| Autofradat (370-ih - 350-ih pr. Kr.) | Satrap Lidije (350-ih - 334. pr. Kr.) | Nitko       |

## Vanjske poveznice
- Arijan: „Anabasis Alexandri“
- Diodor: „Bibliotheca“ 17.19
- Diodor: „Bibliotheca“ 17.20
- Plutarh: „Aleksandar“ 16.1
- Popis lidijskih satrapa (Livius.org, Jona Lendering)  Arhivirana inačica izvorne stranice od 6. ožujka 2009. (Wayback Machine)